# KV20
Le tombeau KV 20 dans la vallée des Rois, dans la nécropole thébaine sur la rive ouest du Nil face à Louxor en Égypte, a probablement été le premier tombeau construit dans la vallée. C'était le lieu de sépulture initial d'Hatchepsout et de son père Thoutmôsis Ier. Le tombeau a été identifié lors de l'expédition française en Égypte, puis par Giovanni Belzoni et James Burton qui ont essayé de le dégager une première fois en 1828. Il a été fouillé pour la première fois dans son intégralité par Howard Carter en 1903.
Le tombeau possède une forme unique, s'enroulant et tournant vers le bas depuis l'entrée de sorte que la chambre funéraire se trouve 97 mètres sous la surface.
Le corps de Thoutmôsis Ier a été déplacé par Thoutmôsis III dans le tombeau KV38.
Le corps d'Hatchepsout restait introuvable, jusqu'au 27 juin 2007, où Zahi Hawass annonce qu'une des deux momies découvertes en 1903 dans le tombeau KV60 serait celui de la reine-pharaon. Cette annonce fait suite à l'analyse au CT Scan d'un vase canope portant la titulature d'Hatchepsout. Dans cette urne contenant ses viscères momifiés, Zahi Hawass et son équipe ont décelé une molaire à laquelle manquait une des racines. Et ce fragment de dent correspond parfaitement au vide laissé dans la mâchoire de la momie où se trouve toujours la racine manquante.